# 허버트 브라운 모
허버트 브라운 모(Herbert Brown Maw, 1893년 3월 11일 ~ 1990년 11월 17일)는 미국의 민주당계 정치인이었다. 예수 그리스도 후기성도 교회의 신자였다.
유타주의 오그던에서 태어났고 7살에 솔트레이크시티로 이사를 갔다. 그 후 LDS High School에서 교육을 받았고 1926년엔 유타 대학교와 노스웨스턴 대학교 등에서 학위를 수여받았으며 1927년부터 1940년 유타 대학교의 교수를 지내기도 했다. 1928년에 유타주 상원 의원이 됐고 1934년에서 1938년까지 유타주 상원의원장을 지냈다. 1934년과 1936년 미국 상원의원으로 민주당에서 추천을 받는데 실패했지만 1940년 공화당의 돈 콜턴을 제치고 유타 주지사에 당선됐다. 주지사 시절 그는 공공요금을 깎는 한편 채광 규제 법안을 줄였다. 1944년 공화당의 브래큰 리를 가까스로 꺾어 재당선됐는데 이 때의 표차는 유타 주지사 선거 사상 가장 적었다. 그 후 1948년의 투표에서는 리에게 졌다. 한편 1922년 6월 22일 결혼했고 그 사이에 5명의 자녀를 뒀다.

## 역대 선거 결과
| 선거명      | 직책명      | 대수 | 정당   | 득표율 | 득표수    | 결과 | 당락             |
| ----------- | ----------- | ---- | ------ | ------ | --------- | ---- | ---------------- |
| 1940년 선거 | 유타 주지사 | 8대  | 민주당 | 52.07% | 128,519표 | 1위  | 유타 주지사 당선 |
| 1944년 선거 | 유타 주지사 | 8대  | 민주당 | 50.21% | 123,907표 | 1위  | 유타 주지사 당선 |
| 1948년 선거 | 유타 주지사 | 9대  | 민주당 | 45.01% | 123,814표 | 2위  | 낙선             |